# Соловьёвка (Липецкий район)
Соловьёвка — деревня Круто-Хуторского сельсовета Липецкого района Липецкой области.

## География
Деревня расположена в верховье разветвлённого оврага, уходящего к юго-западу и западу от Соловьёвки, в сторону реки Репец. Ближайший населённый пункт на западе, за рекой — село Алексеевка. Северо-западнее деревни, у реки — крупный лесной массив, на северной опушке которого отмечено урочище Угольное. К северо-востоку от Соловьёвки находится центр сельсовета, село Крутые Хутора. К юго-востоку располагается село Боринское. Через ближайшую к деревне окраину Боринского проходит так называемое Воронежское шоссе (автодорога А-133).

## История
По данным 1911 года, деревня уже имела 65 дворов и 498 жителей. Своей церкви в Соловьёвке не было, и она относилась к приходу храма села Крутые Хутора. Согласно переписи населения 1926 года, в поселении имелось 116 дворов и 578 жителей. По некоторым данным, в 1930-е годы население Соловьёвки превысило 600 человек. На топографической военной карте РККА второй половины 1930-х — начала 1940-х годов в деревне 69 дворов.

## Население
| 2010 | 2012 |
| ---- | ---- |
| 11   | ↗12  |

По состоянию на 1981 год деревня насчитывала около 70 жителей. На 1 января 2002 года в Соловьёвке проживало, по официальным данным, 15 человек в 13 хозяйствах. Согласно переписи 2002 года, в населённом пункте было зафиксировано всего 5 жителей, из них 1 мужчина и 4 женщины, 100 % населения составляли русские. По сведениям переписи 2010 года, в деревне зарегистрированы только мужчины, по-прежнему 100 % населения составляли русские.

## Улицы
В деревне одна улица — Степная.

## Инфраструктура
Деревня не газифицирована. Дорога, связывающая Соловьёвку и Крутые Хутора — грунтовая. Автобус в деревню не ходит.

## Известные уроженцы
- Сафронов, Андрей Семёнович — Герой Советского Союза.